# 青城溲疏
青城溲疏（学名：Deutzia hypoglauca var. shawana）为虎耳草科溲疏属下的一个变种。

## 扩展阅读
- 維基物種上的相關：青城溲疏